# George Tscherny
George Tscherny (* 12. Juli 1924 in Budapest, Ungarn; † 13. November 2023 in New York City) war ein US-amerikanischer Grafikdesigner, Typograf und Lehrer.

## Leben und Werk
George Tscherny war der Sohn einer ungarischen Mutter und eines russischen Vaters. Von 1926 bis 1938 lebte er in Berlin. 1938 flüchtete er aus Nazideutschland in die Niederlande. Er absolvierte eine Kunsttischlerlehre und ging 1941 mit seinen Eltern in die USA. Abends besuchte er die High School und tagsüber arbeitete er in einer Fabrik. Von 1943 bis 1946 diente er in der US-Armee in England, Frankreich und Deutschland. Er war Dolmetscher in der Normandie und später bei der US-Militärregierung in Deutschland.
1946 schrieb er sich in der Kunstschule an der New School of Fine & Industrial Art in Newark, New Jersey ein. 1947 wechselte er zum Pratt Institute in Brooklyn, New York. 1950 begann Tscherny seine berufliche Laufbahn als Verpackungsdesigner bei Donald Deskey Associates. 1953 wechselte er zu George Nelson & Associates. Tscherny wurde Partner und Leiter der Grafikabteilung, bevor er 1956 das Büro verließ und sein eigenes Designbüro eröffnete.
Tscherny entwarf Corporate Designs für United Aircraft, Texasgulf und W.R. Grace. Er war Designberater der Ford Foundation und entwarf Kommunikationsmedien für das Museum of Modern Art. Zu seinen Kunden zählten ferner u. a.: Air Canada, PanAm, Mobil, IBM, Bankers Trust, Goethe House, und J.C. Penney.
Von 1956 bis 1964 unterrichtete er an der School of Visual Arts und am Pratt Institute. 1966 war er Präsident des American Institute of Graphic Arts (AIGA). 1997 wurde Tscherny in die Hall of Fame des New Yorker Art Directors Club aufgenommen.
1965 wurde Tscherny in die Alliance Graphique Internationale (AGI) aufgenommen. 1986 stellte ihn Rolf Müller in der Zeitschrift HQ in Heft 4 vor.
Werke von Tscherny sind in der ständigen Sammlung des Museum of Modern Art und im Museum für Gestaltung Zürich.
Er starb am 13. November 2023 im Alter von 99 Jahren.

## Zitate
„In der Typographie bemühe ich mich sehr um Erkennbarkeit und Leserlichkeit – oder auch nicht. Für die illustrative und symbolische Typographie gelten nicht unbedingt die gleichen Regeln wie für die konventionelle Typographie. Hier sind das ungewohnt Neue, der visuelle Reiz und die Wirkung berechtigte Gründe für Zugeständnisse in puncto Erkennbarkeit.“
„Mies van der Rohes Ausspruch ‚Weniger ist mehr‘ bleibt für mich weiterhin gültig – trotz seiner schwindenden Popularität. ‚Mehr mit weniger‘ auszudrücken bedeutet für mich eine Herausforderung, die mir im Erfolgsfall große Befriedigung gibt.“

## Veröffentlichungen
- High Quality (HQ) Heft 4/1986, Zeitschrift über das Gestalten, das Drucken und das Gedruckte, Heidelberger Druckmaschinen AG (Hrsg.) ISSN 0177-2945, S. 18–25.
- Friedrich Friedl, Nicolaus Ott, Bernard Stein: Typografie. Wann, Wer, Wie. Könemann, Köln 1998, ISBN 3-89508-473-5, S. 515–516.